# Přemysl II. (Troppau)

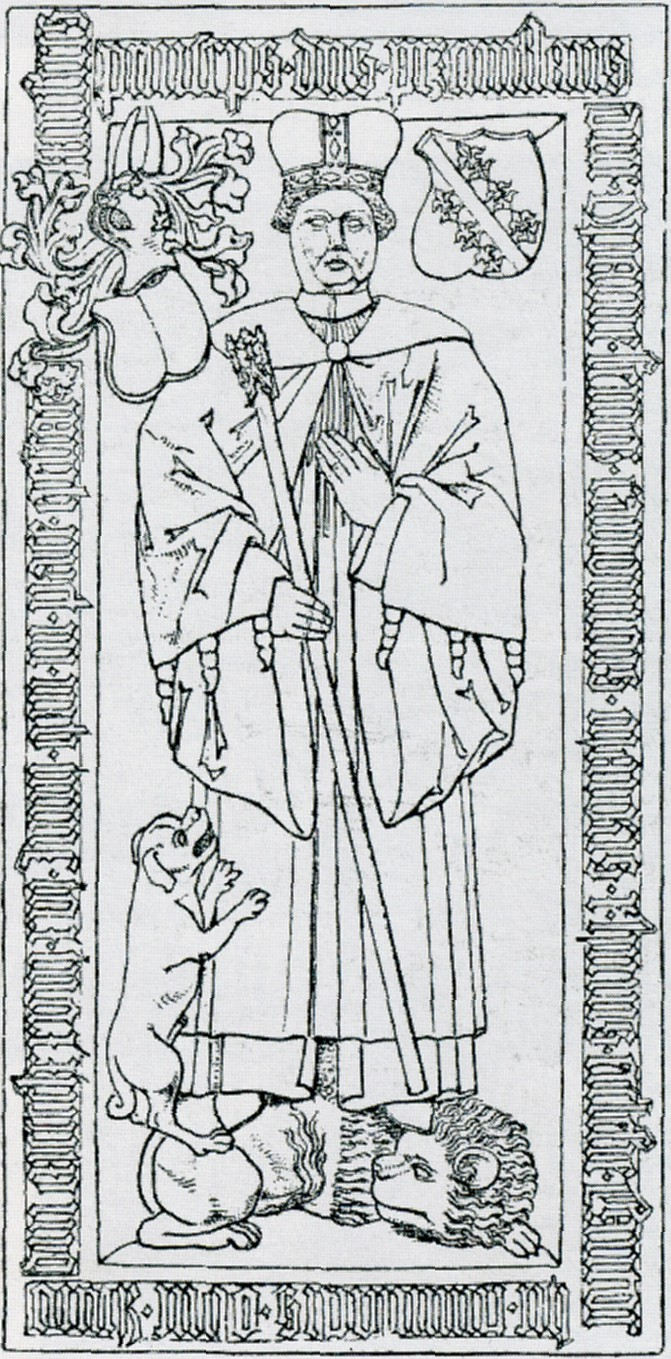
Grabmal Přemysls II.

Přemysl II. von Troppau (auch Primislaus/Przemko II. von Troppau; tschechisch Přemysl II. Opavský; * um 1423/1425; † 16. Juni 1478) war ab 1433 Herzog von Troppau und ab 1446 Mitglied des Breslauer Domkapitels. Er entstammte dem Troppauer Zweig der böhmischen Přemysliden.

## Leben
Seine Eltern waren Herzog Přemysl/Primislaus I. von Troppau und dessen dritte Ehefrau Helena († 1435) von Bosnien.
Nach dem Tod des Vaters 1433 übernahm Přemysls ältester Bruder Wenzel II. die Vormundschaft über seine drei jüngeren Stiefbrüder Wilhelm, Ernst und Přemysl II., während der ebenfalls schon volljährige zweitgeborene Bruder Nikolaus IV. als Herr auf Zuckmantel titulierte. Obwohl ihr Vater testamentarisch bestimmt hatte, dass seine Gebiete nicht gesondert werden sollten, um so einer weiteren Zersplitterung vorzubeugen, teilten sie um 1435 den ererbten Besitz. Da Přemysl II. für die geistliche Laufbahn vorgesehen war, erhielt er bei der Teilung vermutlich keine Gebietsanteile.
Přemysl II. studierte an den Universitäten Krakau und Wien Theologie, wo er den astrologischen Traktat „Practice verissima domini ducis Przsenikonis data per dominum Petrum presbiterumde Oppavia Ludvico ad faciendam veram et perfectum lunam“ verfasste. Um 1455 kehrte er nach Breslau zurück, wo er bereits seit 1446 Mitglied des Domkapitels war. Ab 1462 bekleidete Přemysl II. das Amt des Propstes bei der Breslauer Heilig-Kreuz-Kirche.
1464 geriet er in einen Streit mit seinem Neffen Johann von Leobschütz, um den Besitz von Fulnek. Im selben Jahr musste er im selben Jahr gegenüber dem böhmischen König Georg von Podiebrad auf seine Ansprüche auf Troppau verzichten, wobei er noch die Titulatur Herzog von Troppau benutzte. Vermutlich 1465 wurde er Kanoniker in Breslau. Nach dem Tod des Breslauer Bischofs Jodok von Rosenberg 1467 amtierte er als Diözesanadministrator. Obwohl er als aussichtsreicher Kandidat auf die Bischofsnachfolge galt, gab das Domkapitel dem Lavanter Bischof Rudolf von Rüdesheim den Vorzug, der schon vorher als päpstlicher Legat für Deutschland und Böhmen eingesetzt war.
Přemysl II., der sich auch mit Alchemie und Astrologie befasst hat, soll sehr gelehrt gewesen sein. In der älteren Literatur werden seine Lebensdaten häufig mit denen seines Neffen Přemysl III. verwechselt.
Přemysl II. starb unverheiratet und ohne Nachkommen 1478. Sein Leichnam wurde in der Breslauer Kirche Hl. Kreuz beigesetzt, wo sich sein Grabmal erhalten hat.